# Marten Kingma
Marten Kingma Hylkeszoon (Makkum (Wonseradeel), 16 juni 1817 - Sneek, 16 februari 1900) was een Fries liberaal politicus, bestuurder en staatsraad in buitengewone dienst.
Marten Kingma was een zoon van steen- en pottenbakker Hylke Martens Kingma en Jeltje Herres Rinia. Op achtjarige leeftijd verloor Marten zijn vader en werd zijn opvoeding overgenomen door zijn oom Jan Kingma. Op 18-jarige leeftijd ging hij in het familiebedrijf aan de slag als pottenbakker - waar hij zijn latere bijnaam 'staatsraad-pottenbakker' aan overhield. In 1840 trouwde Kingma met Trijntje Jacobs Oneides, die ruim een jaar later al overleed, en hij hertrouwde in oktober 1843 met Akke Pieters Postma, die maart 1844 overleed en in juni 1847 met Riemke Bangma.
In 1850, dankzij een wijziging in de kieswet, werd Kingma als liberaal in de Provinciale Staten gekozen in het district Sneek, waar hij overigens op dat moment niet woonde. Ook werd hij vervolgens gelijk in de Gedeputeerde Staten gekozen. Na eerder zonder succes kandidaat te zijn geweest voor de Tweede Kamer der Staten-Generaal werd hij in 1859 gekozen toen er voor district Dokkum een extra zetel beschikbaar kwam, en zei hij zijn functie als gedeputeerde tijdelijk vaarwel.
Eenmaal in de Kamer stond hij bekend als een 'eenvoudige man' en om zijn eenvoudige taalgebruik. Hij sprak er vooral over spoorwegen, posterijen en waterstaat. In 1860 werd hij zonder tegenstand herkozen, maar in 1863 wilde hij zich niet meer verkiesbaar stellen, omdat de reistijd naar Den Haag hem niet lag. Hij nam toen zijn functie als gedeputeerde weer op. Hij zou als lid van provinciale en gedeputeerde staten actief blijven tot 1898 toen zijn zoon Hylke Kingma hem opvolgde in de Provinciale Staten. In 1886 werd hij echter niet direct herkozen in Sneek, waar de antirevolutionairen de overhand kregen, maar in Franeker werd hij uiteindelijk gekozen toen het gekozen Statenlid zijn benoeming niet aanvaardde. In zijn politieke visie was hij een trouw volger van Johan Rudolph Thorbecke. De Leeuwarder Courant had het in zijn necrologie van 17 februari 1990 over een van de "Mannen van 1848", "Stelselmatige liberalen" en "Oude garde van Thorbecke".
Een jaar na zijn vertrek uit Den Haag werd Kingma benoemd tot Staatsraad in buitengewone dienst. Hij overleed na een lang ziektebed, een ziekte die hem al in 1898 noopte het rustiger aan te doen. Hij was ridder in de Orde van de Nederlandse Leeuw.